# Financial Conduct Authority
La Financial Conduct Authority (FCA) es la autoridad financiera del Reino Unido, aunque opera de forma independiente del Gobierno del Reino Unido, y se financia cargando cuotas a los miembros de la industria de los servicios financieros. La FCA regula a las firmas financieras proveyendo servicios a los usuarios y manteniendo la integridad de los mercados financieros en el Reino Unido.
Se enfoca en la de la conducta a las firmas de servicios financieros tanto para organizaciones como para personas naturales. Como su predecesor, la FCA está estructurada como una compañía limitada por garantía.
La FCA llevó a cabo alrededor de 58,000 empresas que emplean a 2.2 millones de personas y contribuyen con alrededor de £ 65.6 mil millones en ingresos fiscales anuales a la economía en el Reino Unido.

## Historia
El 19 de diciembre de 2012, la Ley de Servicios Financieros de 2012 recibió el consentimiento real, y entró en vigor el 1 de abril de 2013. La Ley creó un nuevo marco regulatorio para los servicios financieros y abolió la Autoridad de Servicios Financieros.

## Sectores y empresas
- Bancos
- Mutualidades
- Asesores financieros

## Líderes
El actual jefe de la FCA, Andrew Bailey, fue nombrado director ejecutivo el 26 de enero de 2016. En junio de 2012, se confirmó que John Griffith-Jones se convertiría en el presidente no ejecutivo de la FCA cuando la FSA cesa sus operaciones en 2013.